# Nyctemera acraeina
Nyctemera acraeina là một loài bướm đêm thuộc phân họ Arctiinae, họ Erebidae.